# Sarcophaga johnsoni
Sarcophaga johnsoni är en tvåvingeart som beskrevs av Aldrich 1916. Sarcophaga johnsoni ingår i släktet Sarcophaga och familjen köttflugor. Inga underarter finns listade i Catalogue of Life.